# Скумско клане
Скумското клане е клане на 42 българи, извършено от гръцки андарти през май 1905 година в костурското село Скумско.

## История
През март 1905 година в Костенарията се появява голямата чета на гръцкия капитан Мальос. През май 1905 година 43 или 45 души от Пополето, между които и 8 от Жупанища, тръгват към Гърция като жътвари. Спират на първия ден да пренощуват в Скумско, първото гръцко село на юг от българските села. Тук ги обгражда гръцка чета и започва да ги избива. Успяват да избягат жупанищаните Зисо Потов (Зисо Шонтов) и Зисо Нолев, който обаче заблуден в тъмнината, попада отново в Скумско и андартите го убиват. Под труповете оцеляват ранени и Томо Ч. Чачов (Томо Т. Чачов) от Жупанища с 40 рани и Станко от Габреш. Оцелелите тръгват на юг след оттеглянето на андартите и срещат турци, пътуващи към Костур, които им помагат и ги откарват в държавната болница в Костур, където са лекувани на държавни разноски. Властите отказват да проведат анкета и оставят скумските помагачи на андартите ненаказани.
Георги Христов пише:
| „ | В желанието и захласа си да видят своя по-голям враг- българщината и нейната освоб[одителна] кауза унищожени и погубени, те не се тревожили от нищо, което би компроментирало достойнството [им] като държавници, което би застрашавало империята, което би предизвикало чужда анкета. | “ |